# Hôtel de Paris

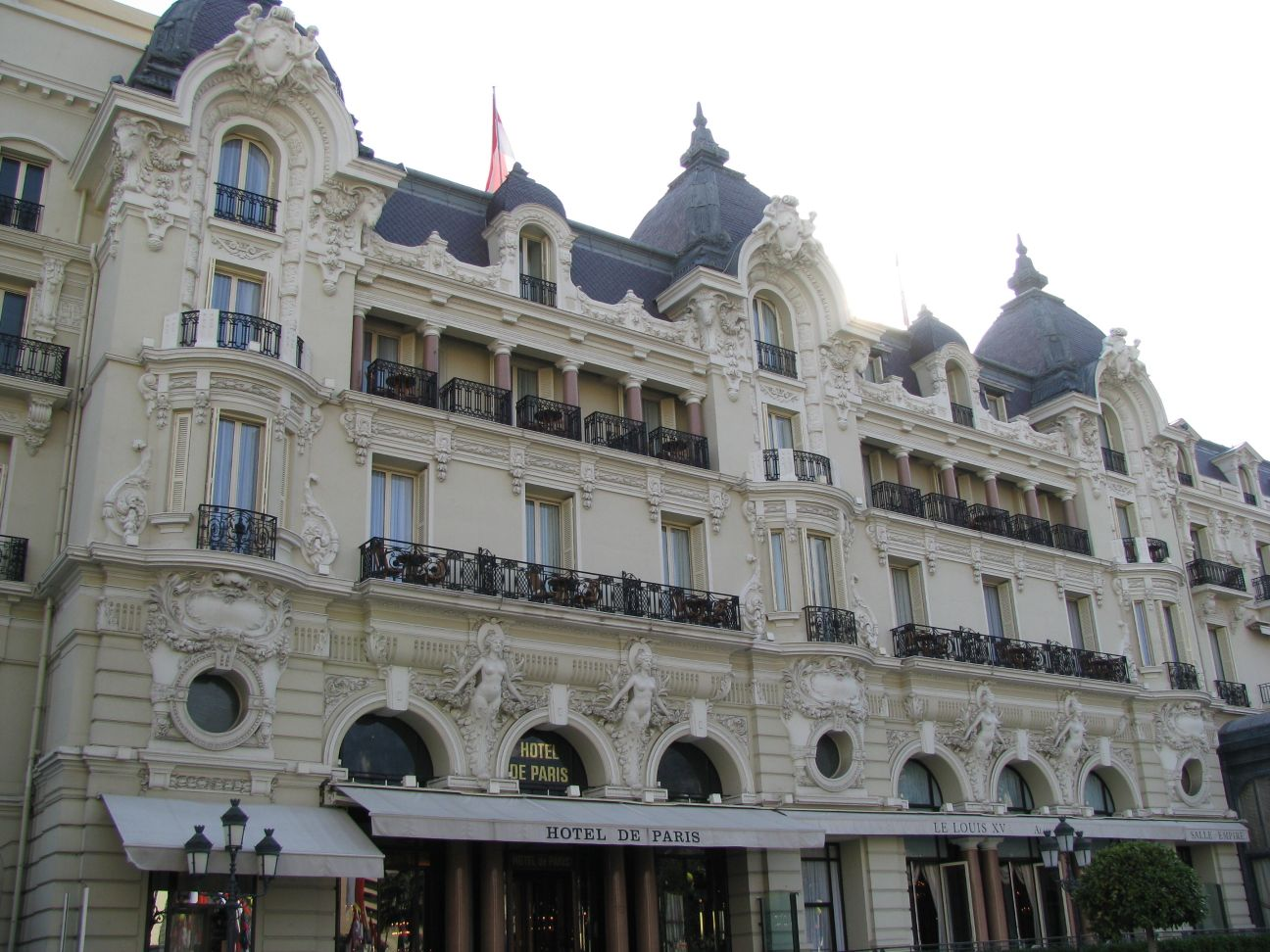
Hôtel de Paris, Montecarlo.

El Hôtel de Paris es un histórico, prestigioso y lujoso palacio de estilo Belle Époque en el corazón del barrio de Montecarlo en Mónaco en la Costa Azul. Pertenece a la Société des bains de mer de Monaco (SBM) y fue fundado e inaugurado en 1864 por el príncipe Carlos III de Mónaco. Entre octubre de 2014 y septiembre de 2018 el hotel se sometió a una profunda reforma en la que se habrán reducido a la mitad las categorías de habitaciones y suites del hotel.

## Ubicación
El Hôtel de Paris está situado en el corazón de Montecarlo, junto al Casino de Montecarlo en la plaza del Casino a 1 km del Helipuerto de Mónaco, a 25 km del aeropuerto de Niza por la carretera que bordea la costa, la autopista A8, y a 7 minutos en helicóptero.
Es parte de la élite de hoteles de lujo en Mónaco junto con el Hermitage Hotel, el Monte Carlo Beach Hotel, el Monte Carlo Bay Hotel & Resort, el Hotel Metropole y el Monte Carlo Grand Hotel.

## Características
- El Hôtel de Paris pertenece al grupo Société des Bains de Mer de Mónaco (SBM).
- Posee 3 salones prestigiosos el "Salón de Carlos III", "Salón de Debussy", "Salón de Berlioz" para organizar recepciones, cócteles...
- Tres restaurantes: Le Louis XV, "The Grill" y "Côté Jardin".
- Posee las mayores bodegas privadas en el mundo del vino. Cavadas a mano cincuenta pies bajo tierra.
- Posee 187 habitaciones incluyendo 75 suites con vistas panorámicas sobre el Mediterráneo, el puerto de Mónaco, la Roca y el Palacio de Mónaco en su mayor parte.
- 1 suite presidencial la "Winston Churchill" de 205 m².
- Varios salones, bares, piano bar.
- Salón de belleza, peluquería, spa, tiendas de lujo.
- Gimnasio, piscinas, cubiertas al aire libre, jacuzzi, baño de vapor, sauna, solárium.
- Agencia de viajes, lavandería, alquiler de coches (automóviles), limusinas, aviones privados, cambio de divisas, porteros, seguro.
- Deportes náuticos, tenis, golf.
- El Casino de Montecarlo es su vecino inmediato.

## Gran Premio de Mónaco

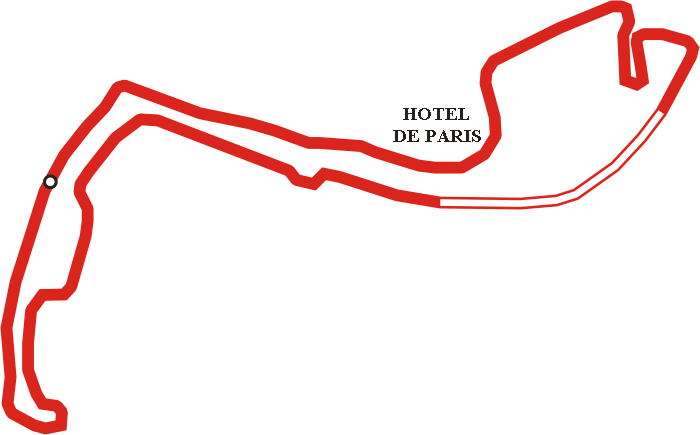
Privilegiada posición del Hotel en la ruta del Gran Premio de Mónaco.

El Hôtel de Paris es uno de los preferidos para los espectadores en la ruta del Gran Premio de Mónaco. Pasa por alto del casino, que sale del túnel de Loews y se encuentra a la entrada de la plaza del casino, del que tiene una vista panorámica. Además, cuenta con una vista panorámica excepcional sobre al menos la mitad de este prestigioso Gran Premio de Fórmula 1 en altura con una vista a través del puerto de Mónaco. Cuenta con una suite denominada Grace Kelly

## El hotel en el cine
Durante años el hotel ha sido el escenario de numerosas películas, como Las zapatillas rojas, GoldenEye, Iron Man 2, Monte Carlo o Nunca digas nunca jamás.